# 阿讃中央広域農道
阿讃中央広域農道（あさんちゅうおうこういきのうどう）は、徳島県美馬市脇町から同市美馬町にある広域農道。

## 概要
- 延長28km。
- 幅員5-6m。
- 全線1.5車線。
- 起点:美馬市脇町夏子
- 終点:美馬市美馬町藤宇

## 解説
- この道は山麓の上の方を走っており、道からの景色はかなりいい。
- 展望所は特に見当たらないので注意。

## 歴史
- 1971年（昭和46年）:着工。
- 1985年（昭和60年）:完成。

## 周辺
- 大滝山
- 美馬温泉
- 竜王山
- 美馬スカイスポーツ
- 美馬モーターランド